# Гідрогеохімічний профіль
Про́філь гідрогеохімі́чний (рос. профиль гидрогеохимический, англ. hydrogeochemical profile, нім. hydrogeochemisches Profil n) – лінія з добре вивченим гідрогеохімічним розрізом, на якій розташовані пункти відбору проб води (джерела, свердловини, колодязі тощо).